# Дженкинс
За окръга в Джорджия вижте Дженкинс (окръг).
Дженкинс (на английски: Jenkins) е град в окръг Лечър, Кентъки, Съединени американски щати. Разположен е на границата с Вирджиния. Населението му е 2011 души (по приблизителна оценка от 2017 г.).
В Дженкинс е роден офицерът Гари Пауърс (1929 – 1977).